# Xã Duerr, Quận Richland, Bắc Dakota
Xã Duerr (tiếng Anh: Duerr Township) là một xã thuộc quận Richland, tiểu bang Bắc Dakota, Hoa Kỳ. Năm 2010, dân số của xã này là 118 người.